# Love Songs in the Digital Age According to Gabry Ponte
Love Songs in the Digital Age According to Gabry Ponte è un EP del DJ italiano Gabry Ponte uscito nell'autunno del 2007, di genere house music e Italodance.

## Tracce
1. The Point Of No Return (Everlasting Cut) (03:49)
2. The Point Of No Return (Everlasting Mix) (09:47)
3. The Point Of No Return (Bufalo and D-deck Extended Remix) (09:02)
4. The Point Of No Return (Bufalo and D-deck Video Cut) (03:47)
5. Geordie (Eurotrance Remix) (07:41)
6. Now And For Ever (One Night Stand Cut) (03:23)
7. La Libertà (Hard Love Remix) (07:35)